# Monumento al Cid Campeador (Siviglia)
Il monumento al Cid Campeador o scultura del Cid è un monumento costituito da una scultura equestre in bronzo che rappresenta il Cid Campeador, realizzata da Anna Hyatt Huntington nel 1927 su una base in pietra completata nel 1929.

## Storia
Si tratta di un dono della Hispanic Society of America alla Spagna in occasione dell'Esposizione Iberoamericana del 1929. Il fondatore della società era Archer Milton Huntington, sposato con la scultrice Anna Hyatt Huntington. Quest'ultima era appassionata di storia e cultura spagnola e aveva visitato Siviglia per lungo tempo.
L'idea che la Hispanic Society donasse un monumento per l'Esposizione di Siviglia deve essere nata dai buoni rapporti che i coniugi Huntington avevano con alcuni degli organizzatori dell'esposizione, come Vicente Traver e lo scultore Mariano Benlliure. All'inizio di dicembre del 1927, il Consiglio comunale incaricò Benlliure di scegliere un luogo. Si decise di collocarla accanto alla rotonda di San Diego, in un viale che dal 1920 si chiama Avenida del Cid.
Nel 1927 l'artista creò una scultura come prototipo che si trova nei Brookgreen Gardens, in Carolina del Sud. Nello stesso anno creò la statua per Siviglia.

Secondo l'autrice, Alfonso XIII le parlò di Babieca, il cavallo del Cid:
Ho sempre voluto sapere che tipo di cavallo cavalcasse El Cid. Ora, avendo visto quello che hai modellato, sono d'accordo con te che questo è l'unico cavallo degno di essere stato cavalcato dall'eroe castigliano.
Il basamento commemora il rapporto di Rodrigo Díaz de Vivar (il Cid) con la città di Siviglia. La scultura appare anche nel film Quarto potere di Orson Welles, che trascorse diverse stagioni a Siviglia. Nel novembre 2013, l'artista Olek, con il sostegno del Comune di Siviglia, ha realizzato un abito all'uncinetto per la statua del Cid. Aveva già fatto lo stesso per il toro di Wall Street e altre statue famose.
Anna Huntington realizzò numerose altre copie per destinazioni diverse: l'originale fu eretto davanti alla sede della Hispanic Society di New York; in seguito, contemporaneamente alla statua di Siviglia, ne furono realizzate altre per il Balboa Park di San Diego, per il Lincoln Park di San Francisco e per un viale del quartiere Caballito, a Buenos Aires (in scala minore). Nel 1964 la Hispanic Society commissionò allo scultore spagnolo Juan de Ávalos una copia, prendendo il calco della statua di Siviglia, destinata alla città di Valencia.

## Galleria d'immagini

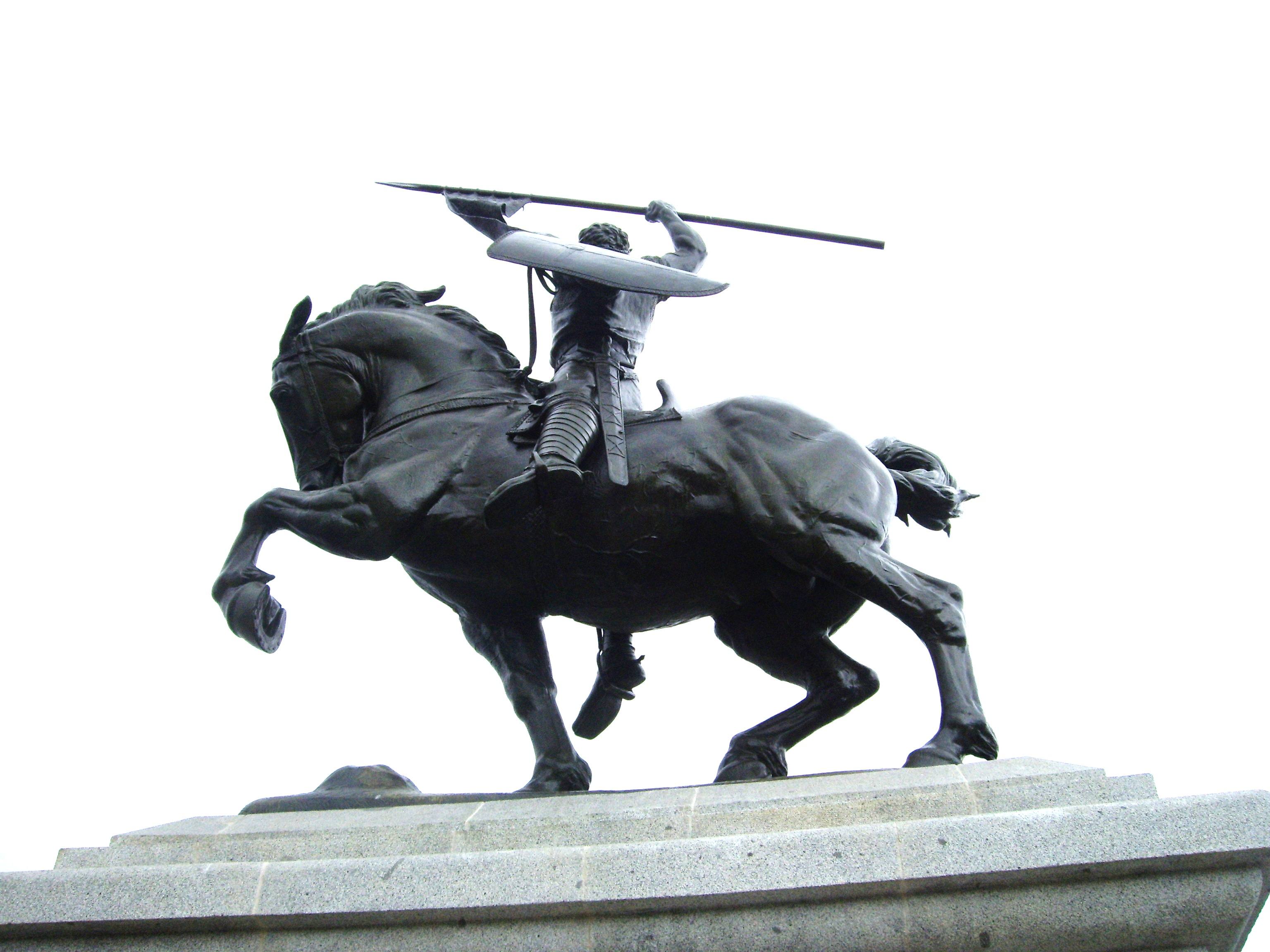
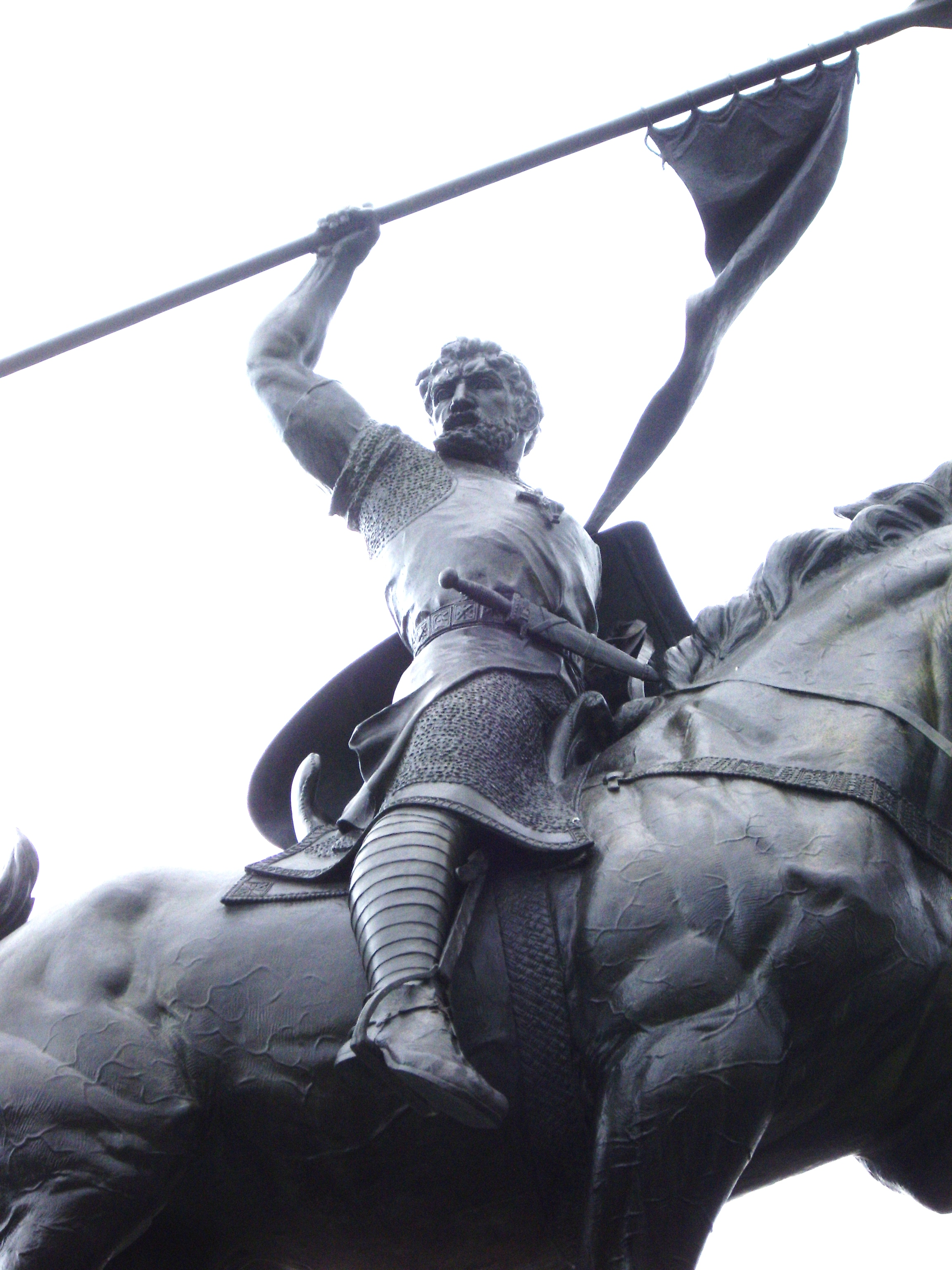
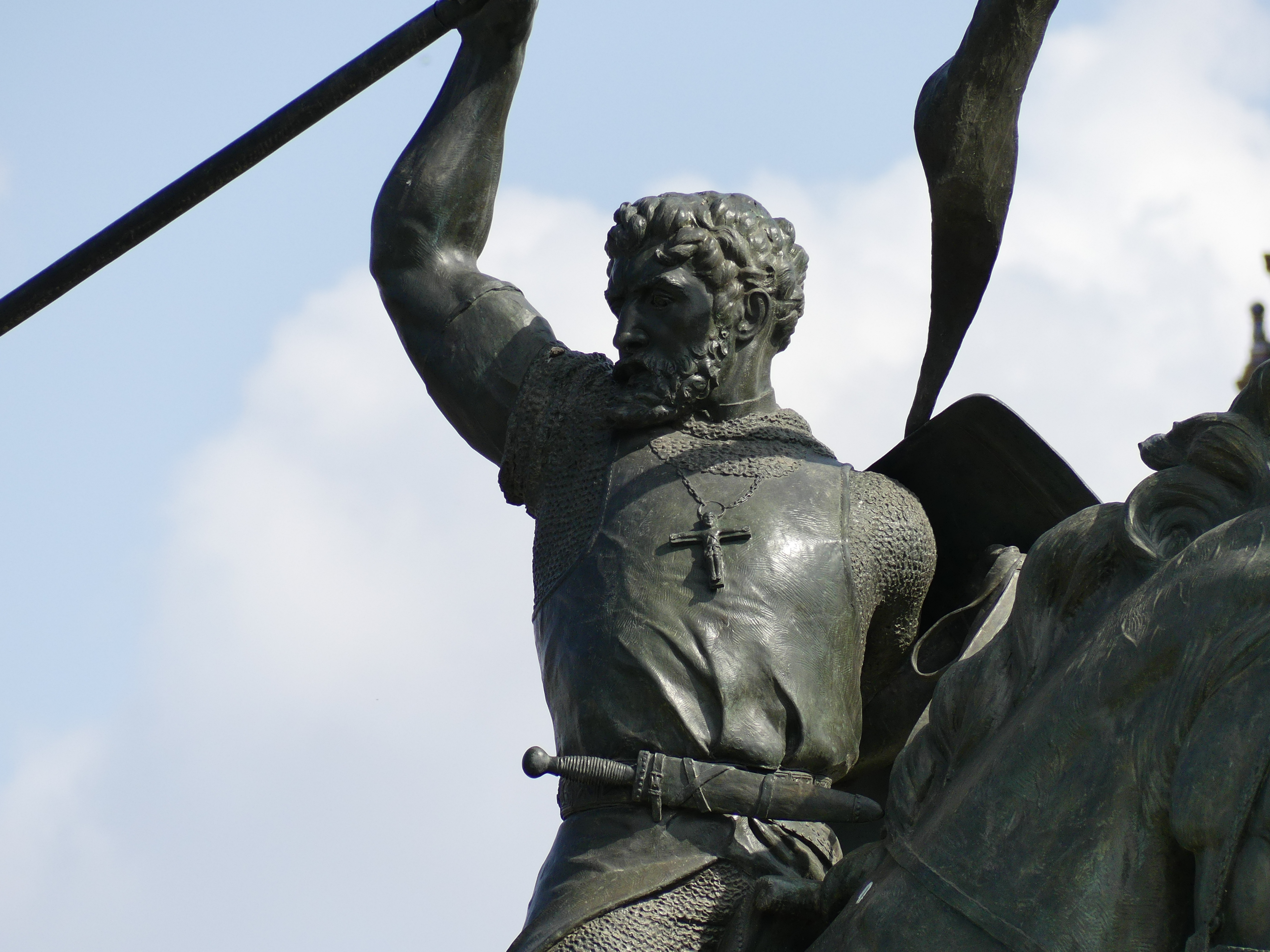
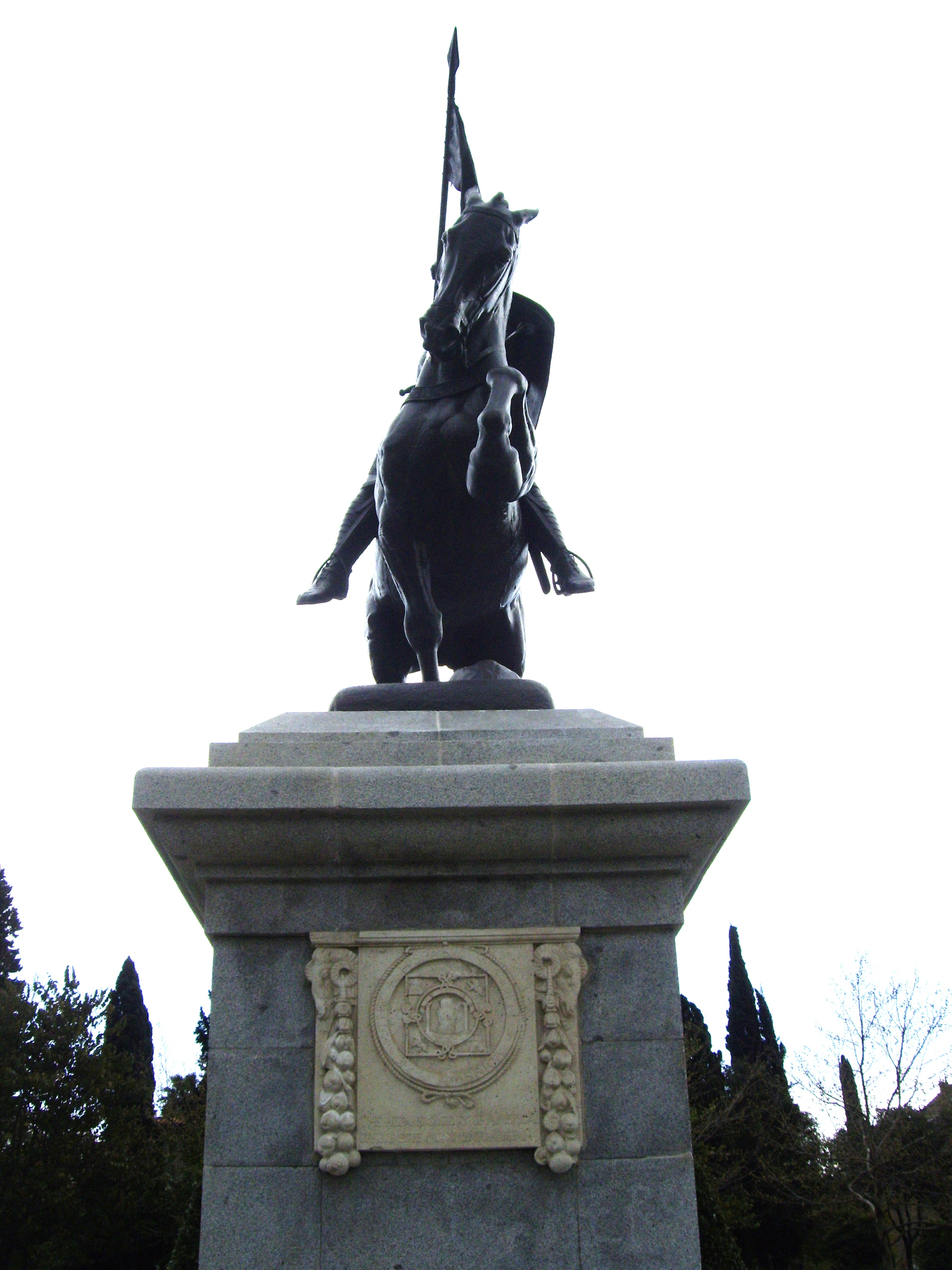
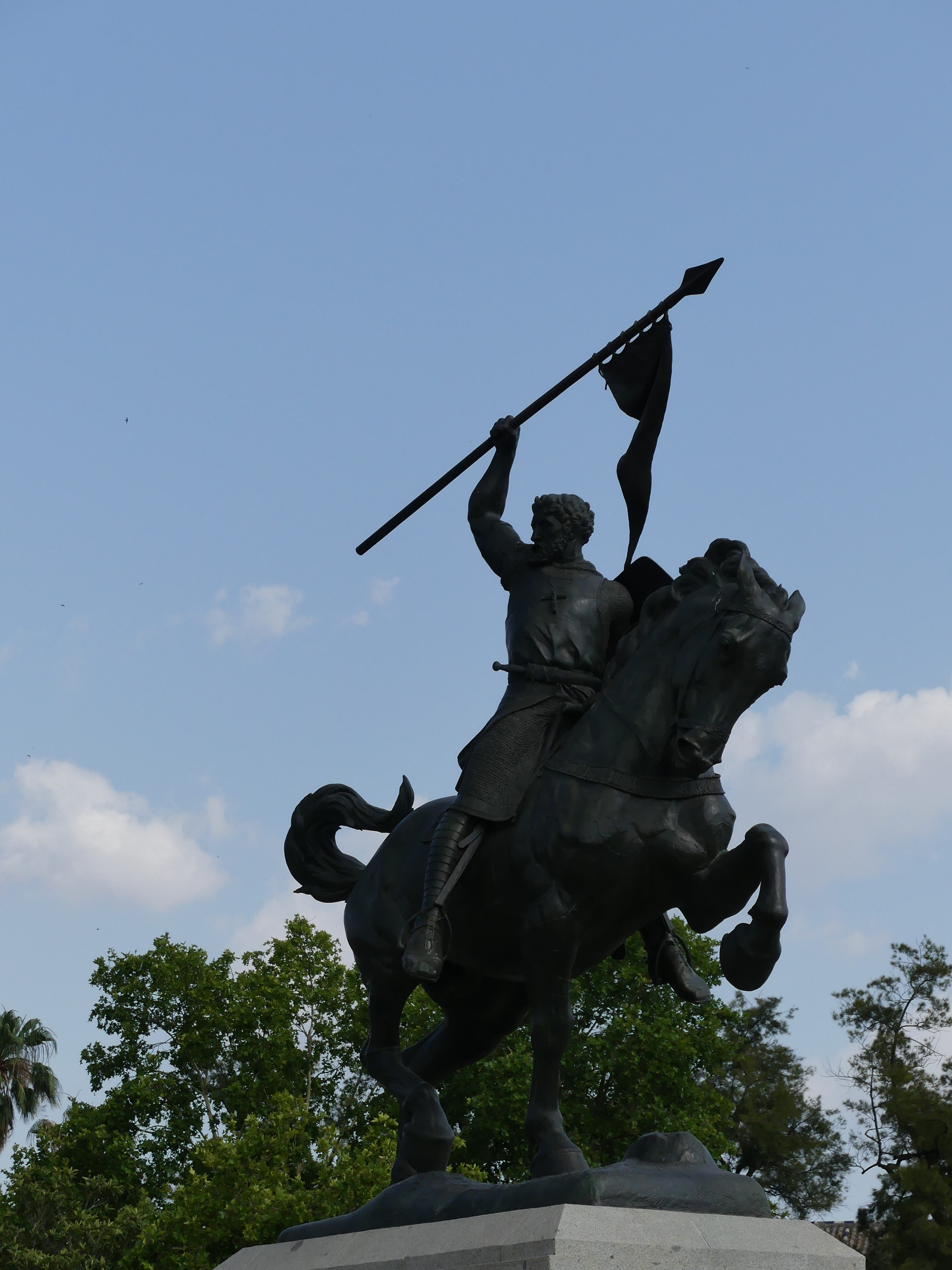